# Gare de Hangzhou-Est
La gare de Hangzhou-Est (chinois : 杭州东站) est une gare ferroviaire chinoise à Hangzhou. Elle est inaugurée le 1er juillet 2013 à la place d'une ancienne gare construite en 1992. Elle intègre également deux stations de métro.